# Президентская кампания Камалы Харрис (2024)
21 июля 2024 года на тот момент действующий 49-й вице-президент США Камала Харрис выдвинула свою кандидатуру на предстоящих президентских выборах после того, как в этот же день президент Джо Байден снял свою кандидатуру на переизбрание и поддержал её.
Харрис ранее баллотировалась на пост президента в 2020 году и с 2016 года широко считалась «высокопрофильным» кандидатом на президентские праймериз 2020 года. Харрис сняла свою кандидатуру на выборах 2020 года 3 декабря 2019 года, поддержала Джо Байдена 8 марта 2020 года, а 11 августа 2020 года Байден выбрал её в качестве своего кандидата в вице-президенты. После того как Байден и Харрис выиграли выборы, она стала первой женщиной-вице-президентом США после своей инаугурации 20 января 2021 года.
Харрис, получив номинацию, стала второй женщиной в истории США, выдвинутой на пост президента крупной политической партией, после Хиллари Клинтон в 2016 году. Она также стала первой темнокожей женщиной и первой азиаткой в истории США, выдвинутой на пост президента крупной политической партией.
В случае избрания президентом Харрис могла стать первой женщиной и первой азиаткой на посту президента США, а также вторым афроамериканцем на этом посту после Барака Обамы. Она также могла стать первым действующим вице-президентом, избранным президентом, со времён Джорджа Буша старшего, и четвёртым президентом, чьё место жительства находилось в Калифорнии.
Харрис по итогам прошедшего 5 ноября 2024 года голосования проиграла выборы кандидату от Республиканской партии Дональду Трампу.

## Предыстория
Первые президентские дебаты, состоявшиеся 27 июня 2024 года, вызвали обеспокоенность по поводу возраста и способности предполагаемого кандидата от Демократической партии и действующего президента Джо Байдена служить второй срок. После давления со стороны других демократов Байден снял свою кандидатуру с выборов 21 июля 2024 года и поддержал Харрис как своего преемника

## Ход кампании

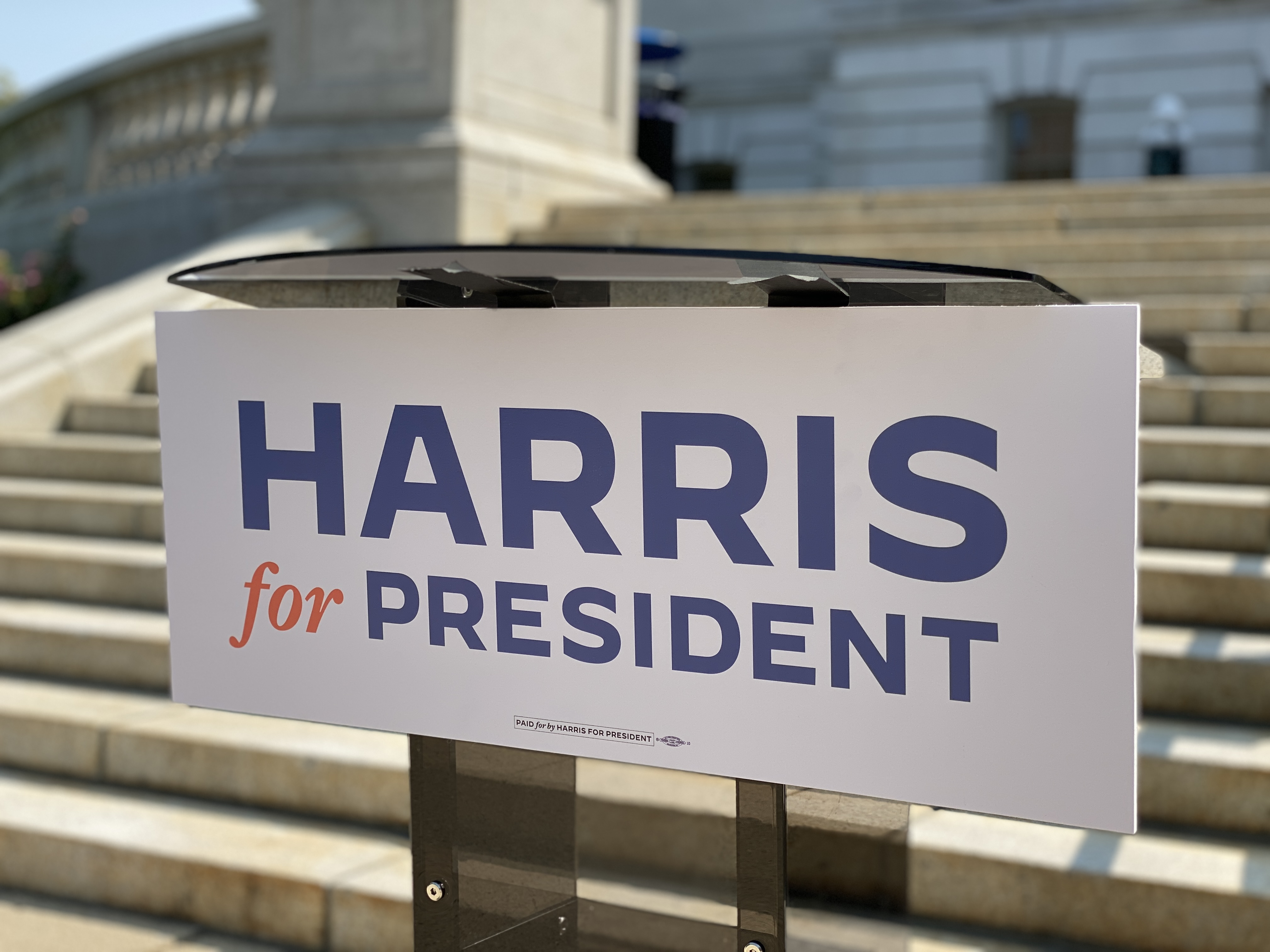
Логотип президентской номинации Харрис 26 июля на трибуне в Висконсине.

22 июля Харрис заручилась достаточным количеством поддержек от делегатов штата, чтобы выиграть номинацию и стать предполагаемым кандидатом. Несмотря на то, что эти поддержки не являлись юридически обязывающими, 23 июля CNN дал оценку, что она заручилась достаточным количеством делегатов для победы в номинации.

### Объявление кандидатуры
21 июля 2024 года Харрис объявила о своём намерении баллотироваться на номинацию от Демократической партии, и комитет кампании «Байдена в президенты» подал документы в Федеральную избирательную комиссию о смене названия комитета на «Харрис в президенты». В день объявления о снятии кандидатуры платформа для сбора средств Демократической партии ActBlue сообщила о сборе более 50 млн долларов, что стало самым крупным количеством пожертвований за один день с момента смерти Рут Бейдер Гинзбург в 2020 году.

### Сбор средств
В день объявления о выходе из гонки, платформа для сбора средств Демократической партии ActBlue сообщила о сборе более 50 млн долларов в виде крупнейших однодневных пожертвований со времени смерти Рут Бейдер Гинзбург в 2020 году. В первые 24 часа кандидатуры Харрис президентская кампания собрала наибольшую сумму денег среди всех кандидатов в президенты в истории, собрав 81 млн долларов.

#### Перерасход средств
Несмотря на то, что предвыборная кампания Харрис смогла собрать более одного миллиарда долларов в итоге она завершилась перерасходом средств и долгом в размере более 20 млн. долларов. Трамп предложил помочь проигравшей кандидатке в погашении долга ради единства нации.

### Мероприятия

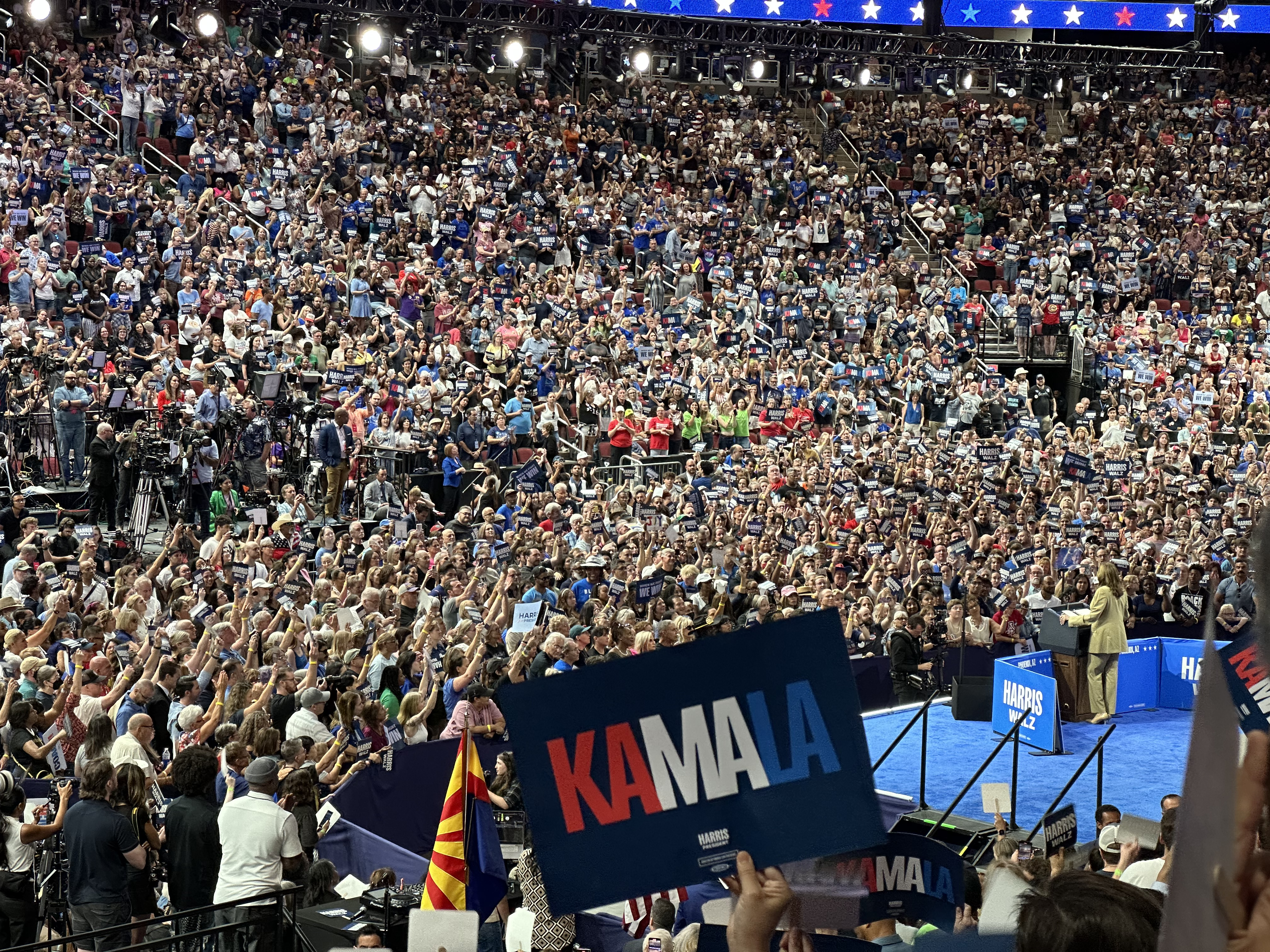
Предвыборный митинг в Глендейле (Аризона) 9 августа.

Харрис провела свой первый предвыборный митинг 23 июля 2024 года в спортзале Центральной средней школы Уэст-Аллис, расположенной в пригороде Милуоки Уэст-Аллис, где неделей ранее проходил Республиканский национальный съезд. По сообщениям, мероприятие собрало больше зрителей, чем любое мероприятие, проведённое кампанией Байдена в 2024 году, согласно пресс-секретарю кампании Кевину Муньосу, который ожидал, что на мероприятие придёт около 3 тыс человек.
Харрис использовала песню Бейонсе «Freedom» в качестве официальной песни своей кампании, получив разрешение от Parkwood Entertainment в день её первого митинга. Цифровая реклама с этой песней дебютировала 25 июля.

## Политическая платформа

### Внутренние вопросы

#### Аборты
Харрис поддерживает национальные гарантии права на аборт, которые были отменены после того, как дело Роу против Уэйда (1973) было пересмотрено в деле Доббс против Женской клиники Джексона (2022). В администрации Байдена она активно выступала за право на аборт.

#### Изменение климата
Харрис поддерживает экологическую справедливость, которая будет учитывать влияние изменения климата на малообеспеченные районы и цветное население. При Байдене она поддерживала его законодательные инициативы в области климата.

#### Иммиграция
Как вице-президент, Харрис инвестировала 950 млн долларов в компании Центральной Америки для борьбы с причинами массовой миграции, такими как бедность. Поддержала предлагаемый законопроект, который закрыл бы границу в случае переполненности и профинансировал бы пограничных патрулей. Считает, что иммиграционная система «сломана» и нуждается в реформировании, и утверждает, что большинство американцев с этим согласны.

#### Права ЛГБТ

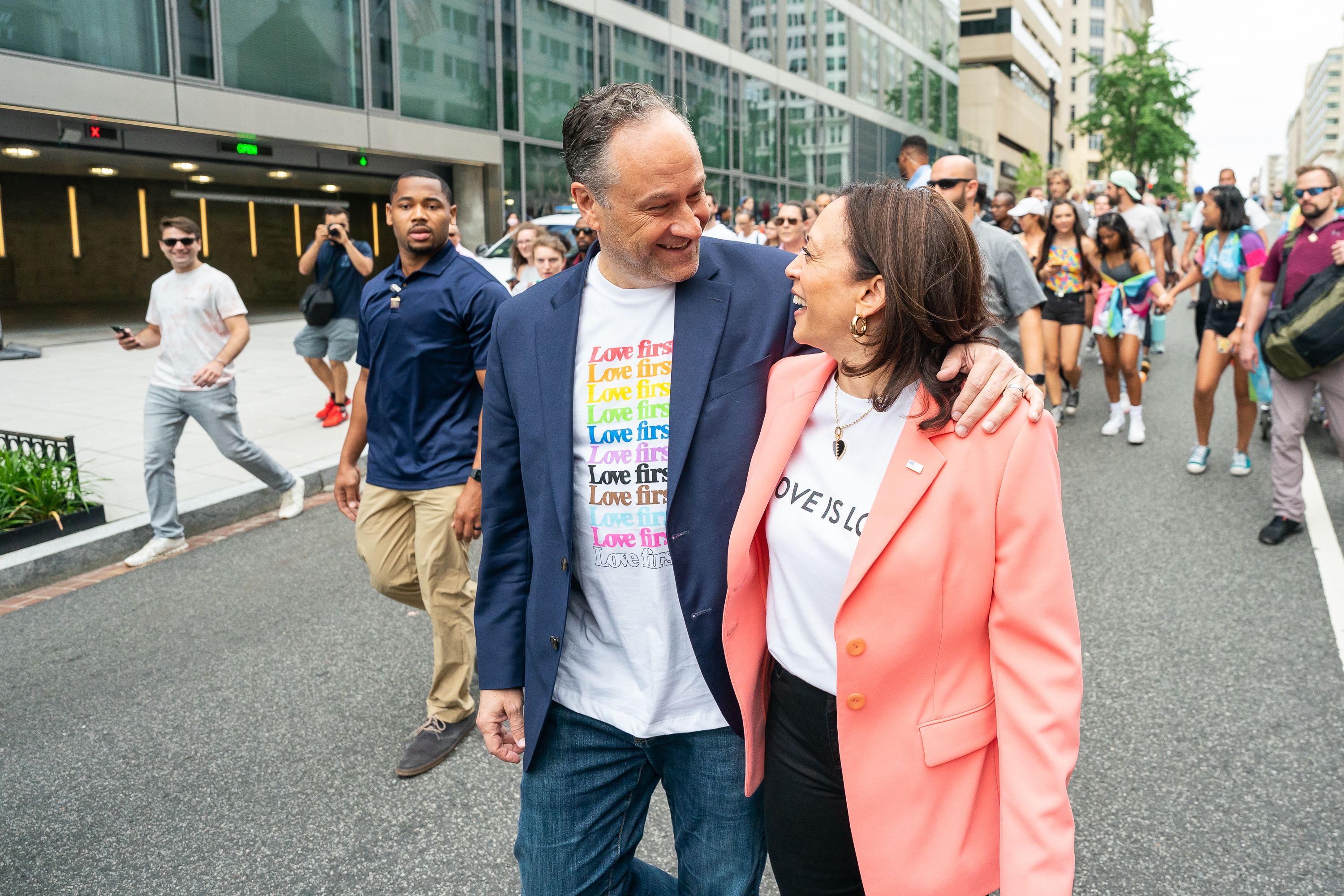
Камала Харрис и Дуглас Эмхофф приняли участие в марше и митинге Capital Pride 12 июня 2021 года

Харрис является сильной сторонницей ЛГБТК-движения. В 2022 году президент Джо Байден подписал Закон об уважении брака, который требует от штатов признания однополых и межрасовых браков, даже несмотря на то, что Верховный суд нацелился на равенство браков. На церемонии подписания Харрис и другие выступили с речами, и Байден вручил Харрис ручку в знак признания её многолетней работы за равенство браков. В 2023 году Харрис посетила Стоунволл-Инн и осудила законодательные нападения на права трансгендеров в разных штатах страны. В июле 2024 года Харрис провела сбор средств в ЛГБТК-центре Провинстаун, Массачусетс.

### Внешняя политика

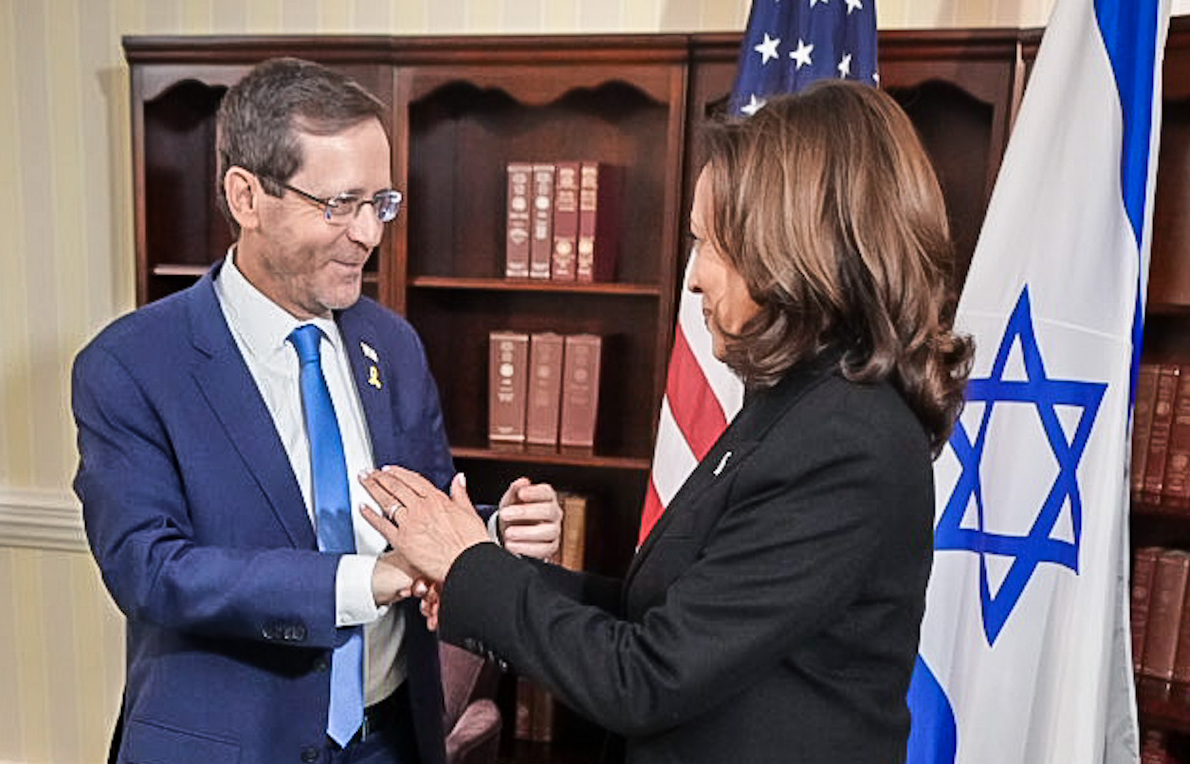
Харрис с президентом Израиля Ицхаком Герцогом на 60-й Мюнхенской конференции по безопасности в феврале 2024 года

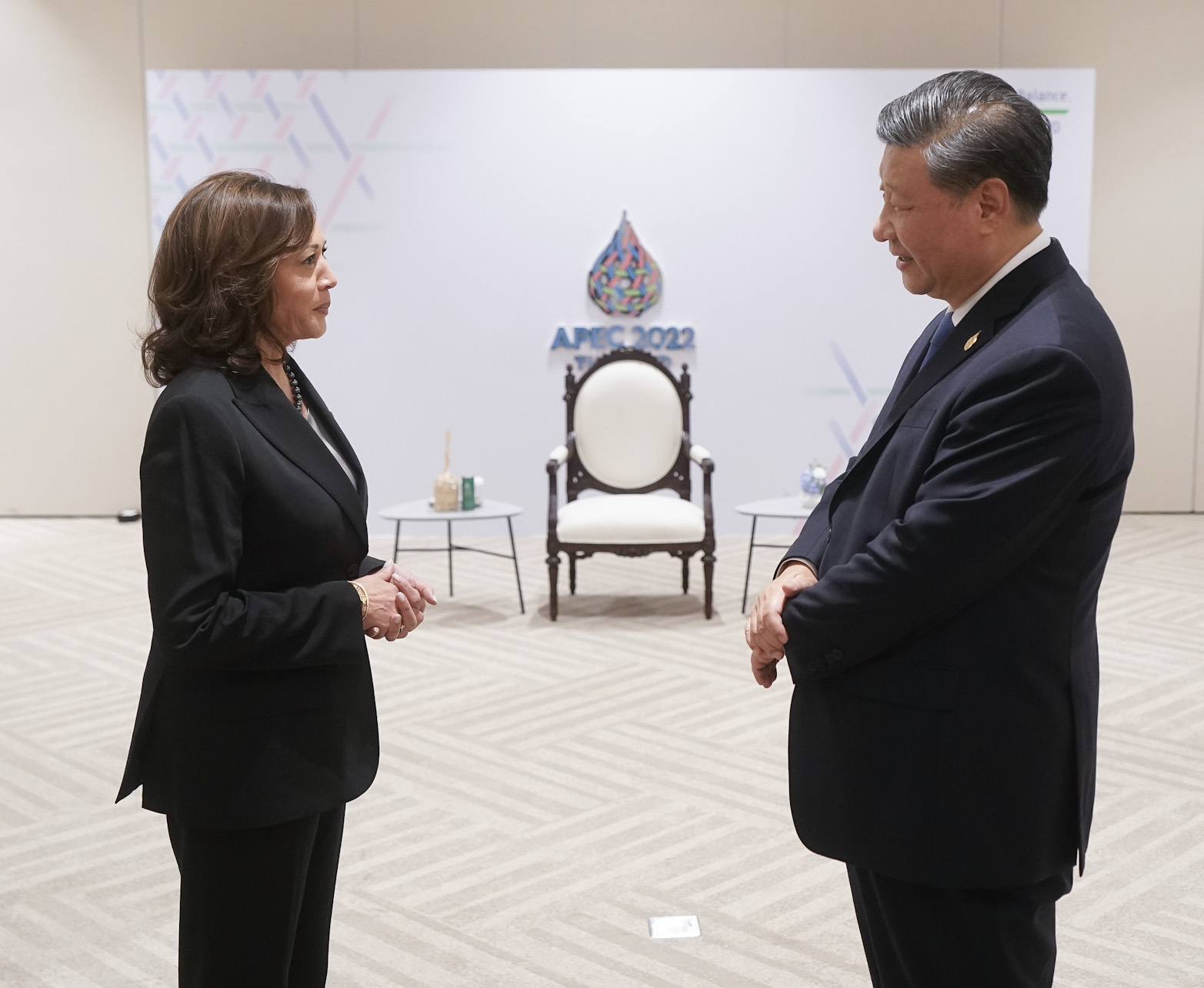
Харрис и Си Цзиньпин во время встречи АТЭС в Таиланде в 2022 году

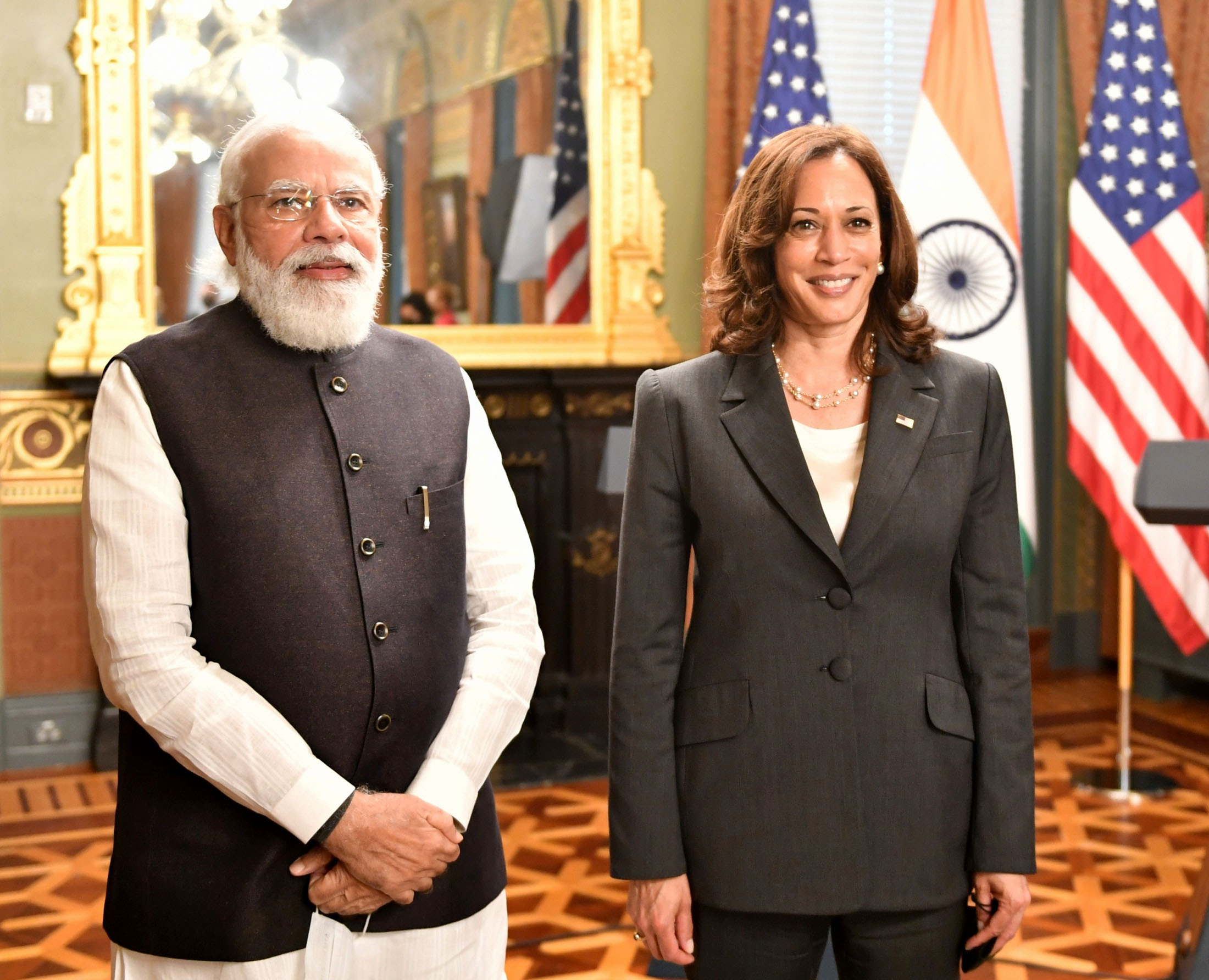
Харрис встречается с Нарендрой Моди в Вашингтоне в 2021 году

#### НАТО и Украина
Ожидается, что Харрис будет следовать внешней политике Байдена в отношении НАТО и Украины, поддерживая их после российского вторжения в Украину

#### Израиль и Палестина
Будучи сторонницей решения по созданию двух государств для двух народов, Харрис более сочувственно относится к палестинцам, чем Байден, который описывает себя как сиониста и имеет давнюю историю взаимодействия с израильскими лидерами. Несмотря на это, аналитики ожидают, что политика США в отношении Израиля, ближайшего союзника страны на Ближнем Востоке, не будет значительно изменена, если Харрис будет избрана. По поводу войны между Израилем и ХАМАС аналитики ожидают, что Харрис продолжит подход Байдена. После атаки ХАМАС 7 октября 2023 года Харрис решительно поддержала наступление Израиля, заявив, что «угроза, которую ХАМАС представляет для народа Израиля, должна быть устранена». В качестве вице-президента она повторяла слова Байдена о том, что «Израиль имеет право на самооборону». Однако с тех пор она критиковала военный подход Израиля. В марте 2024 года Харрис выступила против вторжения Израиля в Рафах, призвала к немедленному перемирию в Газе и заявила, что ситуация в Газе представляет собой «гуманитарную катастрофу». Она описала молодых американцев, протестующих против действий Израиля в Газе, как «демонстрирующих именно то, что должно быть человеческой эмоцией», но сказала, что «абсолютно отвергает» некоторые из их заявлений, несмотря на понимание «эмоций, стоящих за этим».

#### Китай
Как и официальные лица администрации Байдена, Харрис выступает за «снижение рисков» от Пекина, политику, направленную на сокращение экономической зависимости от Китая. Она также поднимает вопросы Гонконга, Синьцзяна, Тибета, Тайваня и другие, как и любая другая демократическая администрация, с намерением ограничить растущую экономическую и военную мощь Китая. Однако китайские социальные сети не благоприятствуют её кандидатуре. Китайское общественное мнение считает, что она всё равно проиграет Трампу и что Харрис не знакома с Китаем, в отличие от Энтони Блинкена или Джейка Салливана, которые более опытны.

#### Индия
В 2019 году премьер-министр Индии Нарендра Моди отменил статью 370 Конституции Индии, положив конец полуавтономному статусу контролируемого Индией Кашмира. Харрис осудила этот шаг, заявив: «мы должны напомнить кашмирцам, что они не одни в мире». В 2023 году Харрис устроила официальный ужин в честь Моди и похвалила индийского премьер-министра за его лидерство.

## Социологические опросы
По состоянию на 2 августа 2024 года Харрис с небольшим преимуществом лидировала в части национальных опросов и имела небольшое отставание в других.
Графики рейтингов кандидатов с июня 2024 года. Вертикальным пунктиром отмечена дата выдвижения Харрис на пост президента.

### Комментарии
1. ↑  После Герберта Гувера, Ричарда Никсона и Рональда Рейгана